# Softwarový patent
Softwarové patenty jsou patenty na vynálezy realizované počítačem.
Evropský patentový úřad  definuje
vynález realizovaný počítačem jako vynález, jehož provedení vyžaduje použití počítače, počítačové sítě nebo jiného programovatelného zařízení, pomocí něhož jsou hlavní nové rysy vynálezu realizovány jedním nebo několika programy. 
Vede se spor, do jaké míry a zda vůbec mají být softwarové patenty udělovány.
V různých zemích je praxe rozdílná.

## Čím se softwarové patenty liší od klasických patentů
Klasické patenty zpravidla slouží k ochraně investic do nákladného výzkumu.
Výroba pak je zpravidla relativně levná. Typický výrobek používá jen nevelký počet patentů.
Naopak typický počítačový program kombinuje velké množství myšlenek, které řeší množství často jednoduchých dílčích problémů, zpravidla komplikovaně provázaných. Vzhledem k velkému množství existujících softwarových patentů typický program používá větší počet patentovaných myšlenek.
Další odlišnost je v tom, že softwarové patenty pokrývají mnohdy velmi obecně formulované jednoduché až triviální myšlenky. Patentovány jsou některé způsoby uložení dat. Existují softwarové patenty, které pokrývají všechny možnosti, jak řešit určitý problém (např. patent na přenos digitalizovaného videa po síti).

## Patentování trivialit
Patentovaný vynález by měl být nový a řešení by nemělo být zřejmé odborníkovi na předmětnou oblast. Ukazuje se, že je těžké to prosadit.
Přirozenou snahou přihlašovatele patentu je formulovat patentový nárok co nejobecněji.
Formulace patentových nároků proto bývají velmi obsáhlé a velmi těžko srozumitelné.
Je pak těžké zkontrolovat (a přihlašovatelé se snaží, aby to bylo co nejtěžší) zda se pod záplavou odborných termínů neskrývá triviální nebo dávno využívaná myšlenka.
Patentové úřady samy nemají motivaci pochybné patentové přihlášky zamítat a mají naopak tendenci přenášet odpovědnost za kontrolu na veřejnost. Argumentují, že námitku proti patentu může podat kdokoli. Pro velké náklady a pro velké množství udělovaných patentů to však je nereálné.

## Vliv softwarových patentů na rozvoj informačních technologií
Patentování je nákladné, proto softwarové patenty přihlašují zejména velké softwarové firmy. Softwarových patentů nyní již existuje značné množství (desítky tisíc) a obrovským tempem přibývají další.
Proto je velmi těžké napsat užitečný program, který by některý patent neporušoval.
Podobně obtížné je i jen zkontrolovat, zda konkrétní program nějaký patent neporušuje.
Pro ilustraci, na stránce  je příklad internetového obchodu, který porušuje 20 patentů.
Velké firmy, které vlastní dostatečné portfolio patentů, řeší problém porušování cizích patentů tak, že mezi sebou uzavírají smlouvy, kterými si navzájem udělují souhlas k využívání svých patentů (křížové licencování). Velké firmy proto nejsou patenty ohroženy, náklady na patentování se však promítá do cen jejich produktů.
Malé softwarové firmy se těžko vyhýbají (i nevědomému) porušení nějakého patentu. Jakmile firma dostatečně zbohatne, stává se pro držitele patentu „zajímavou“ a čelí hrozbě žalobou.
Vzhledem k nákladnosti soudních sporů zpravidla dojde buď k mimosoudnímu vyrovnání nebo je malá firma velkou firmou pohlcena. Jde o tzv. patentové vydírání.
Patentové nároky nebývají uplatňovány vždy a okamžitě. Vlastník patentu zpravidla čeká, až se porušování jeho patentu dostatečně rozšíří, aby uplatňování nároku mělo větší efekt.
Tvorba softwaru v prostředí softwarových patentů tak má prvky hazardní hry.
Zajímavý je také tzv. patentový parazitizmus, kdy firma vlastnící patent sama nic neprodukuje, tudíž je patentovým vydíráním nezranitelná a může si troufnout i na velké softwarové firmy.
Pro tzv. svobodný software jsou softwarové patenty vážným nebezpečím.

## Softwarové patenty ve světě
USA a Japonsko softwarové patenty uznávají. Naopak např. Indie je odmítla.
Situace v Evropě je předmětem sporu.

## Softwarové patenty v Evropě
Úmluva o udělování evropských patentů (Evropská patentová úmluva) z 5. října 1973 v části II (Hmotné patentové právo), v kapitole I (Patentovatelnost) v článku 52 (Patentovatelné vynálezy) říká:
(1) Evropské patenty se udělují na vynálezy, které jsou nové, zahrnují vynálezeckou činnost a jsou průmyslově využitelné.
(2) Za vynálezy ve smyslu odstavce 1 se nepovažují zejména:
(a) objevy, vědecké teorie a matematické metody;
(b) estetické výtvory;
(c) plány, pravidla a způsoby vykonávání duševní činnosti, hraní her nebo vykonávání obchodní činnosti, jakož i programy počítačů;
(d) podávání informací.
(3) Ustanovení odstavce 2 vylučují patentovatelnost předmětů nebo činností uvedených v tomto ustanovení, pouze pokud se evropská patentová přihláška nebo evropský patent týkají tohoto předmětu nebo činností jako takových.
(4) Způsoby chirurgického nebo terapeutického léčení lidského nebo zvířecího těla a diagnostické metody používané na lidském nebo zvířecím těle se nepovažují za průmyslově využitelné vynálezy ve smyslu odstavce 1. Toto ustanovení se nevztahuje na výrobky, zejména látky nebo směsi, pro použití při těchto způsobech.
Z laického pohledu by se mohlo podle odstavce 2 zdát, že software není v Evropské unii patentovatelný. Patentoví právníci a zastánci softwarových patentů naproti tomu argumentují podle bodu 3, že z patentovatelnosti jsou vyloučeny pouze předměty a činnosti jako takové. Tedy, že kromě počítačových programů jako takových jsou i další počítačové programy, které patentovat lze a že to jsou vlastně všechny počítačové programy a software proto patentovat lze.
Problém softwarových patentů ale nespočívá v tom, že by se někdo pokoušel patentovat program jako je například Microsoft Word, ale v tom, že je snaha patentovat triviální softwarové myšlenky.
V rozporu s Evropskou patentovou úmluvou ale Evropský patentový úřad softwarové patenty uděluje. Příklady některých udělených absurdních patentů uvádí např. Foundation for Free Information Infrastructure.
Patentování softwarových principů v EU měla upravovat Směrnice o počítačem implementovaných vynálezech. Historie projednání této směrnice a snahy o její prosazení na půdě Evropského parlamentu byla jejími kritiky chápána jako snaha o zavedení patentovatelnosti softwaru, tak jak je možné v USA nebo Japonsku. Kritici navrhované směrnice jí vytýkali mimo jiné nejasné formulace.
Šestého července 2005 odmítli poslanci Evropského parlamentu (EP) Směrnici o patentovatelnosti vynálezů realizovaných na počítači velkou většinou (729 členů, 680 hlasů, 648 ano, 14 ne, 18 se zdrželo) direktivu „o patentovatelnosti vynálezů implementovaných na počítači“, také známou jako direktiva o softwarových patentech. Toto odmítnutí bylo logickou odpovědí na to, že Komise v únoru odmítla restartovat legislativní proces a na neochotu Rady vzít v úvahu názor Evropského parlamentu a národních parlamentů.
Otázka tzv. softwarových patentů v Evropské unii odmítnutím direktivy o softwarových patentech není uzavřena ale pouze odložena a výsledek nelze nikterak předvídat.